# Into the Groove(y)
Ne doit pas être confondu avec Into the Groove.
Into the Groove(y) est un single du groupe Sonic Youth, publié sous le nom de Ciccone Youth, publié en 1986 par New Alliance, SST, Blast First et Mute. Il est composé de deux reprises de Madonna, Burnin' Up et Into the Groovey et d'un court rap de Thurston Moore, Tuff Titty Rap. Les trois morceaux furent ensuite ajoutés sur l'album The Whitey Album - cependant Burnin' Up y apparait dans une version différente.

## Titres
1. Burnin' Up - 4:11

1. Tuff Titty Rap - 0:37
2. Into The Groovey - 4:33